# Tønde korn
En tønde korn er gammel dansk rummål, der er 144 potter, og svarer til 139,121 liter korn.
En tønde korn svarer til 1 hkg (hektokilo), der er lig med 100 kg.